# 岡山大学法経短期大学部
岡山大学法経短期大学部（おかやまだいがくほうけいたんきだいがくぶ、英語: Junior College of Law and Economics of Okayama University[1]）は、岡山県岡山市津島に本部を置いていた国立短期大学である。1954年に設置され、1968年に廃止された。大学の略称は岡大法短。

## 概要

### 大学全体
- 岡山県岡山市[注 1]に所在した日本の国立短期大学で、併設元は岡山大学法文学部。
- 学科数1、入学定員80名、修業年限3年制の内容で1954年に開学[注 2]。
- 1964年度の入学生を最後に[注釈 2]、1968年に短期大学としての使命を終える[3]。

### 建学の精神（校訓・理念・学是）
- 岡山大学を参照。

### 教育および研究
- 設置されていた学科名から、勤労学生に対して主に法律・経済に関する専門教育が行われていた。

### 学風および特色
- 岡山大学法経短期大学部は勤労の傍らで学業に励む人々のために大学教育を開放すべく夜間部が設置されていた[4]。

## 沿革
- 1954年
  - 4月1日 岡山大学法経短期大学部が以下の学科体制にて開学する[5]。
    - 法経科第二部 入学定員80名

  - 5月1日 学生数[6]/定員
    - 法経科第二部 109[注 4]
- 1964年
  - 4月1日 この年度をもって学生募集を終了[注釈 2]
  - 5月1日 学生数[7]/定員
    - 法経科第二部 309[注 5]/240
- 1965年
  - 5月1日 学生数[8]/定員
    - 法経科第二部 214[注 6]/160
- 1966年
  - 5月1日 学生数/定員
    - 法経科第二部 ❔[注 7]/80
- 1967年
  - 5月1日 学生数[10]/定員
    - 法経科第二部 14[注 8]/-
- 1968年
  - 3月31日 左記を以て正式に廃止[11]。

## 基礎データ

### 所在地
- 岡山県岡山市津島[注釈 1]

### 象徴
- 岡山大学を参照。

## 教育および研究

### 組織

#### 学科
- 法経科第二部 入学定員80名[注 9]

#### 専攻科
- なし

#### 別科
- なし

#### 取得資格について
- 中学校教諭二級免許状、高等学校教諭（社会）の教職課程を置いていた[13]。

### 研究
- 『岡山大学法経短期大学部紀要.文学論集』[14]
- 『岡山大学法経短期大学部紀要.法学経済学論集』[15]

## 大学関係者と組織

### 大学関係者一覧
歴代学長
- 八木日出雄

#### 出身者
- 高谷茂男

## 施設

### キャンパス
- 岡山大学津島キャンパス内に設置されていた。詳細は岡山大学を参照。

## 対外関係

### 系列校
- 岡山大学

## 卒業後の進路について

### 就職について
- 学生の大半は勤労者だったため、新規就職者は少なかったようである。